# Hipismo nos Jogos Olímpicos de Verão de 1920
O hipismo nos Jogos Olímpicos de Verão de 1920 foi realizado em Antuérpia, na Bélgica, com sete eventos disputados no adestramento, concurso completo de equitação (CCE), volteio e salto.

## CCE três-dias individual
| Pos. | País         | Atletas           | Cavalos  |
| ---- | ------------ | ----------------- | -------- |
|      | Suécia (SWE) | Helmer Mörner     | Germania |
|      | Suécia (SWE) | Åge Lundström     | YSRA     |
|      | Itália (ITA) | Ettore Caffaratti | Canichel |

## CCE três-dias por equipe
| Pos. | País          | Atletas                                              | Cavalos                      |
| ---- | ------------- | ---------------------------------------------------- | ---------------------------- |
|      | Suécia (SWE)  | Helmer Mörner Åge Lundström Georg von Braun          | Germania YSRA Diana          |
|      | Itália (ITA)  | Ettore Caffaratti Garibaldi Spighi Giulio Cacciandra | Canichel Otello Facetto      |
|      | Bélgica (BEL) | Roger Moeremans D'Emaüs Oswald Lints Jules Bonvalet  | Sweat Girl Martha Weppelghem |

## Salto individual
| Pos. | País         | Atletas                  | Cavalos   |
| ---- | ------------ | ------------------------ | --------- |
|      | Itália (ITA) | Tommaso Lequio di Assaba | Trebecco  |
|      | Itália (ITA) | Alessandro Valerio       | Cento     |
|      | Suécia (SWE) | Carl Lewenhaupt          | Mon Coeur |

## Salto por equipe
| Pos. | País          | Atletas                                                         | Cavalos                              |
| ---- | ------------- | --------------------------------------------------------------- | ------------------------------------ |
|      | Suécia (SWE)  | Hans von Rosen Claës König Lars Norling                         | Poor Boy Tresor Eros II              |
|      | Bélgica (BEL) | Herman d'Oultroment André Coumans Hermann de Gaiffier d'Hestroy | Kitchener Lisette Miss               |
|      | Itália (ITA)  | Ettore Caffaratti Giulio Cacciandra Alessandro Alvisi           | Tradittore Fortunello Raggio di Sole |

## Volteio individual
| Pos. | País          | Atletas          |
| ---- | ------------- | ---------------- |
|      | Bélgica (BEL) | Daniel Bouckaert |
|      | França (FRA)  | Field            |
|      | Bélgica (BEL) | Louis Finet      |

## Volteio por equipe
| Pos. | País          | Atletas                                    |
| ---- | ------------- | ------------------------------------------ |
|      | Bélgica (BEL) | Daniel Bouckaert Louis Finet van Ranst     |
|      | França (FRA)  | Field Salins Cauchy                        |
|      | Suécia (SWE)  | Anders Mårtensson Oskar Nilsson Carl Green |

## Adestramento individual
| Pos. | País         | Atletas          | Cavalos        |
| ---- | ------------ | ---------------- | -------------- |
|      | Suécia (SWE) | Janne Lundblad   | Uno            |
|      | Suécia (SWE) | Bertil Sandström | Sabel          |
|      | Suécia (SWE) | Count von Rosen  | Running Sister |

## Quadro de medalhas do hipismo
| Ordem | País        | Medalha de ouro | Medalha de prata | Medalha de bronze | Total |
| ----- | ----------- | --------------- | ---------------- | ----------------- | ----- |
| 1     | SWE Suécia  | 4               | 2                | 3                 | 9     |
| 2     | BEL Bélgica | 2               | 1                | 2                 | 5     |
| 3     | ITA Itália  | 1               | 2                | 2                 | 5     |
| 4     | FRA França  | 0               | 2                | 0                 | 2     |